# Штапаков, Юрий Александрович
Юрий Александрович Штапаков (род. 28 ноября 1958) — петербургский гравер, живописец, коллекционер. Член Союза художников России.

## Биография
Родился в 1958 году в Ленинграде.

В 1978 году окончил Ленинградский Строительно-Архитектурный техникум, где получил образование в области графического дизайна и архитектуры.

Известный петербургский гравер, живописец, коллекционер. 

Является членом Союза художников России с 1993 года. 

В 1988 году Ю. Штапаков основал арт-группу «Железные семечки», в 2002 году стал соучредителем Санкт-Петербургской Печатной Студии. 

С 2004 года — профессор печатной графики в Смольном Институте Свободных Искусств и Наук Санкт-Петербурга, где преподает уроки традиционной и современной графики.

Художник проводит мастер-классы по печатной графике

С 1983 года Юрий Штапаков занимается иллюстрацией книг и графикой. Любимые техники: сухая игла, офорт, акватинта, монотипия, линогравюра. 

Среди своих книжных работ Юрий Штапаков особенно выделяет иллюстрации к произведениям Бориса Виана, «Девичьей игрушке» Баркова, «Охоте на Снарка» Кэрролла, «Властелину колец» Толкина. «Эти книги требовали oт меня глубокого погружения в мир, созданный автором, и определенной творческой смелости встать вровень с великими писателями», — говорит художник.

Книга «Случаи и вещи» Даниила Хармса (СПб., Вита Нова, 2004) с иллюстрациями Ю. Штапакова удостоилась Диплома I степени «Искусство книги. Традиции и поиск» Московского Государственного Университета Печати и Диплома конкурса АСКИ «Лучшие книги года» — 2004 за высокохудожественное оригинальное издание.
Штапаков участник ряда изданий в формате группововой книги художника, в т.ч. проекта — Город как субъективность художника (Санкт-Петербург, 2020).

## Выставки
Работы Юрия Штапакова выставлялись более 250 раз в России Польше, Германии, Швейцарии, Франции, США, Китае.

## Работы в музеях
Работы художника находятся в собраниях Государственного Эрмитажа, Государственного Русского музея, Отдел эстампов и фотографий Российской национальной библиотеки, Национальной библиотеки (Москва), Саксонской государственной библиотеки (Дрезден, Германия), Государственной библиотеки (Берлин, Германия), Александрийской библиотеки (Египет), в музеях Москвы, Санкт-Петербурга, Нью-Йорка, Кракова, Севастополя, Вологды, Иркутска и др.